# کوزگون-آخمروو
کوزگون-آخمروو (انگلیسی: Kuzgun-Akhmerovo) یک شهرک در شهرستان بلورتسکی باشقیرستان کشور روسیه است.